# Андреевский железнодорожный мост
Андре́евский железнодоро́жный мост — мост Малого кольца Московской железной дороги через Москву-реку в Москве, в границах станции Канатчиково. Современный мост построен в 1999—2000 вблизи места, на котором стоял старый Андреевский (Сергиевский) железнодорожный мост постройки 1905—1907. Основа главной арки старого Андреевского моста использована при постройке Пушкинского пешеходного моста.

## Андреевский (Сергиевский) железнодорожный мост (1905—1907)
Первые поезда Малого кольца прошли от Канатчикова до станции Воробьёвы Горы по временному деревянному мосту длиной 278 м, с ферменными пролётами по 32 м. Этот мост «системы Лембке», с полноценными русловыми устоями, стоил всего 100 000 рублей. К 1907 году на его месте был выстроен постоянный стальной мост, прослуживший до 1999 года. Первоначально мост назывался Сергиевским, в память о великом князе Сергее Александровиче, павшего от эсеровской руки. В 1917 г., после Февральской революции, переименован в Андреевский — по имени Андреевского монастыря (впоследствии закрытого и заново открытого в 1996 г.), расположенного недалеко на правом берегу Москва-реки.
Андреевский (Сергиевский) и однотипный Краснолужский железнодорожные мосты были построены в 1905—1907 годах по проектам инженера Л. Д. Проскурякова и архитектора А. Н. Померанцева. При постройке Андреевский мост имел один главный пролёт, перекрытый серповидной аркой длиной 135 м и высотой 15,14 м, и два береговых пролёта по 18 м. Вне арок, на консолях, были устроены пешеходные тротуары. Устои моста опирались на основание из деревянных свай. Перед перестройкой 1999 года они всё ещё оставались в отличном состоянии.
В 1937 году береговые устои были отремонтированы и добавлен ещё один боковой пролёт со стороны Фрунзенской набережной.

## Андреевский железнодорожный мост (1999—2000)
При строительстве Третьего транспортного кольца, проходившего параллельно трассе Малого кольца МЖД, потребовалось проложить вблизи старого Андреевского моста два новых: автомобильный (не менее восьми полос) и железнодорожный. Для этого железную дорогу переместили к северу от её исторической трассы, что и потребовало строительства как новой арки, так и новых опор моста — в 22 м ниже по течению, чем старый Андреевский мост (в отличие от Нового Краснолужского моста, сохранившего прежние, померанцевские опоры). Анализ состояния конструкций моста показал, что перенос старой арки на новое место — нецелесообразен. Старый мост переместили баржами на полтора километра вниз по течению, а на его месте были выстроены Андреевский автомобильный мост и новый Андреевский железнодорожный (первым был сдан автомобильный мост). Главный инженер проекта — С. С. Ткаченко («Трансмост», СПб).
При той же ширине пролёта, 135 м, новый мост выше — стрела подъёма арки выросла до 21,5 м. Опоры арки — на буронабивных столбах диаметром 1,5 м, всего под каждой опорой 77 столбов глубиной до 32 м. Арка повторяет контур проскуряковского моста, однако её зрительно подавляет массивная балка близко расположенного автомобильного моста (имеющая отличный от железнодорожного моста наклон).
По мосту проходят два электрифицированных пути главного хода Малого кольца. Пути находятся в границах станции Канатчиково: входные светофоры находятся чуть северо-западнее моста, а основное путевое развитие станции находится юго-восточнее, за Гагаринским тоннелем. Северо-западнее моста начинается перегон к станции Пресня. Движение по мосту до 2016 года только грузовое, в 2016 году окончена реконструкция Малого кольца с электрификацией и запуском пассажирского движения.
Рядом с путями по северной части моста проходит пешеходная дорожка, соединяющая два берега, отделённая от путей забором. По ней также возможен проход от/на площадь Гагарина юго-восточнее.

### Галерея
- Вид на мост сверху, 2013 г.
- Вид на мост с северо-востока, 2014 г.
- Вид на мост снизу, 2014 г.
- Пешеходный путь на мосту, 2022 г.